# Lophojoppa cholula
Lophojoppa cholula là một loài tò vò trong họ Ichneumonidae.